# 日置蓑麻呂
日置 蓑麻呂（へき の みのまろ）は、奈良時代の貴族。氏姓は日置造のち栄井宿禰。官位は正五位下・陰陽頭。

## 出自
日置氏（日置造）は高句麗人である伊利須使主の子孫とされる渡来系氏族。

## 経歴
左京三条三坊戸主の日置男成の戸口。天平年間に東大寺写経書に勤務し、『正倉院文書』にその名が現れる。淳仁朝にて大内記を務めたのち、外従五位下に叙せられ、天平宝字6年（762年）丹波介に任ぜられる。
天平宝字8年（764年）に発生した藤原仲麻呂の乱では孝謙上皇側に付いたと見られ、乱後の10月に外正五位下に、翌天平神護元年（765年）正月には内位の従五位下に叙せられている。神護景雲元年（767年）従五位上に昇叙され、翌神護景雲2年（768年）には丹波介から丹波守に昇格した。
神護景雲4年（770年）称徳天皇が崩御してまもなく図書頭に遷ると、宝亀5年（774年）大学頭と光仁朝では京官を務めた。また、宝亀8年（777年）には道形ら一族と共に日置造から栄井宿禰に改姓している。
天応元年（781年）桓武天皇の即位に伴って正五位下に叙せられ、翌天応2年（782年）陰陽頭に任ぜられている。また延暦2年（783年）四書五経に明るく行いに励み、若い頃より清廉で慎み深いことで知られており、後進の官人にも尊ばれ推されていることから、80歳になったことを祝して桓武天皇からあしぎぬ・麻布・米・塩を与えられている。

## 官歴
注記のないものは『続日本紀』による。
- 天平宝字3年（759年） 3月25日：見大内記[4]
- 時期不詳：外従五位下
- 天平宝字6年（762年） 正月9日：丹波介
- 天平宝字8年（764年） 10月8日：外正五位下
- 天平神護元年（765年） 正月7日：従五位下（内位）
- 神護景雲元年（767年） 9月2日：従五位上
- 神護景雲2年（768年） 11月18日：丹波守
- 神護景雲4年（770年） 8月22日：図書頭
- 宝亀5年（774年） 3月5日：大学頭
- 宝亀8年（777年） 4月3日：日置造から栄井宿禰に改姓
- 天応元年（781年） 4月15日：正五位下
- 天応2年（782年） 2月7日：造法華寺長官。9月9日：陰陽頭